# Principales productions agricoles en valeur
Les principales productions agricoles en valeur, au niveau mondial, selon les statistiques publiées par l'Organisation des Nations unies pour l’alimentation et l’agriculture (FAO), sont indiquées dans le tableau suivant pour l'année 2012.
Le produit des cultures, en volume et en valeur, indiqué ci dessous, ne comprend pas les productions fourragères auto consommées sur les exploitations. Ce sont les productions animales (viande de bœuf, lait...) qui ont été permises grâce à ces cultures fourragères qui figurent. Ce choix statistique fait sortir du tableau la principale surface agricole du monde : la prairie.
Par ailleurs, la très grande majorité des produits agricoles sont consommés à proximité, et donc en réalité valorisés en monnaie locale. Parfois les exportations sont administrativement interdites, ou limitées.
La valorisation exprimée en dollars américains (ici valeur 2012) facilite des comparaisons entre pays, mais donc au prix d'une abstraction pouvant induire en erreur: les denrées sont valorisées comme si elles étaient vendues sur des marchés internationaux. C'est pourquoi des fluctuations sur le marché monétaire (sans grand lien avec l'agriculture) peuvent conduire à des variations brusques de valorisation en dollars, sans que l'usage des denrées n'ait changé significativement pour les producteurs et la majorité des consommateurs. 
Le produit agricole varie considérablement d'année en année en fonction des fluctuations des prix sur le marché mondial et sur les marchés nationaux et des conditions météorologiques et d'autres facteurs qui influencent la production agricole.
Il existe bien sûr de nombreuses autres façons d'estimer et comparer les productions agricoles, par leur valeur alimentaire, ou en parité de pouvoir d'achat, par exemple. L'INSEE, en France, décrit les très nombreux choix - raisonnables mais arbitraires - présidant à l'établissement des comptes de l'agriculture. Il est ainsi aisé d'imaginer les difficultés à établir des statistiques interprétables au niveau mondial.

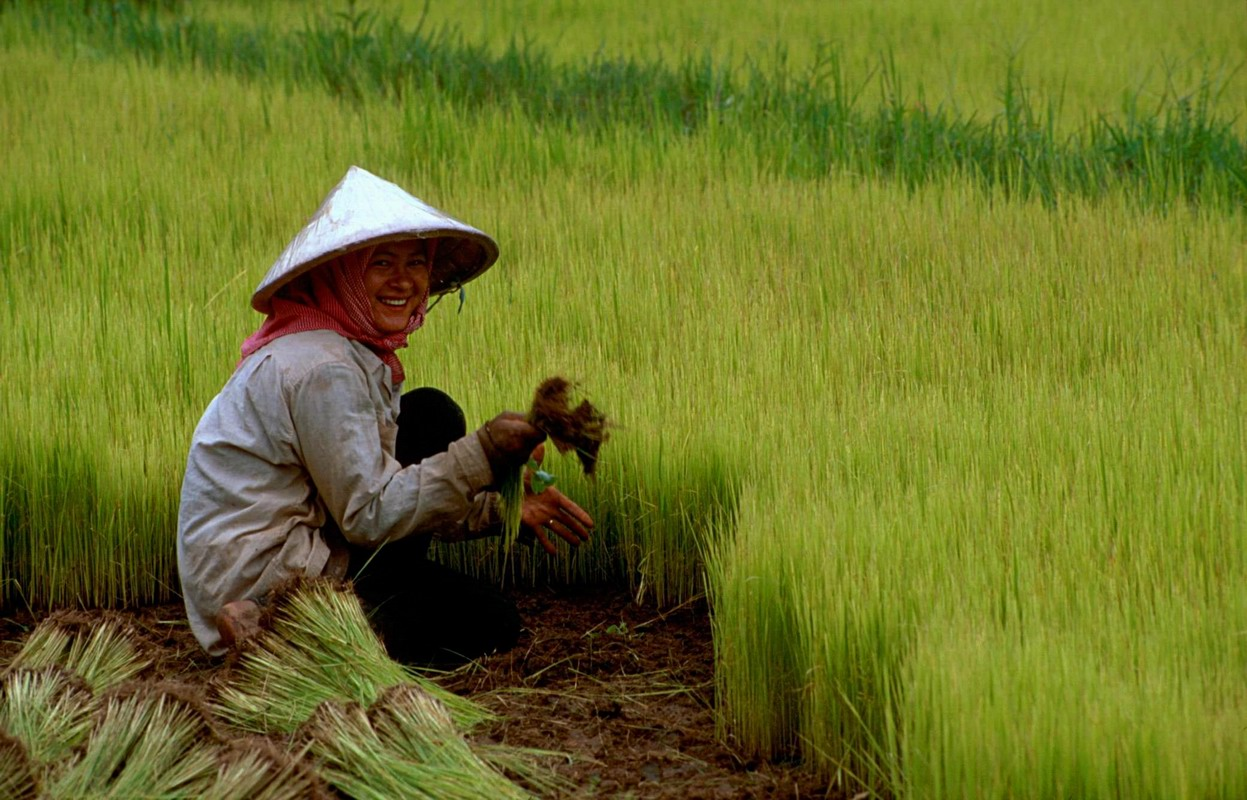
Rizière au Cambodge. En 2012, le riz était la première céréale en valeur au niveau mondial, suivie, en valeur commercialisée, par le blé ou en volume, par le maïs.

| Rang | Produit                            | Valeur (2012) en milliers de dollars américains | Production (2012) en tonnes | Premier pays producteur et valeur (2011) en milliards de dollars américains |
| ---- | ---------------------------------- | ----------------------------------------------- | --------------------------- | --------------------------------------------------------------------------- |
| 1    | Riz, paddy                         | 186 667 648                                     | 722 599 583                 | 49,6 (Chine)                                                                |
| 2    | Lait, entier, frais                | 183 583 111                                     | 614,578,723                 | 27,6 (États-Unis)                                                           |
| 3    | Viande de bœuf                     | 170 272 001                                     | 63 031 582                  | 30,6 (États-Unis)                                                           |
| 4    | Viande de porc                     | 167 007 794                                     | 108 641 257                 | 77,9 (Chine)                                                                |
| 5    | Viande de poulet                   | 128 199 164                                     | 90 001 779                  | 24,4 (États-Unis)                                                           |
| 6    | Blé                                | 84 281 536                                      | 701 395 334                 | 13,7 (Chine)                                                                |
| 7    | Soja                               | 65 903 601                                      | 262 037 569                 | 21,8 (États-Unis)                                                           |
| 8    | Tomates                            | 58 223 483                                      | 159 347 031                 | 17,9 (Chine)                                                                |
| 9    | Canne à sucre                      | 56 903 836                                      | 1 800 377 642               | 23,9 (Brésil)                                                               |
| 10   | Maïs                               | 55 478 433                                      | 885 289 935                 | 26,4 (États-Unis)                                                           |
| 11   | Œufs, en coquille                  | 53 998 997                                      | 65 181 280                  | 19,8 (Chine)                                                                |
| 12   | Pommes de terre                    | 49 681 577                                      | 373 158 351                 | 12,6 (Chine)                                                                |
| 13   | Légumes, frais nda                 | 45 936 531                                      | 268 833 780                 | 25,3 (Chine)                                                                |
| 14   | Raisin                             | 39 494 901                                      | 69 093 293                  | 5.2 (Chine)                                                                 |
| 15   | Lait de bufflonne                  | 37 673 032                                      | 95 888 113                  | 26,0 (Inde)                                                                 |
| 16   | Coton, fibre                       | 37 363 750                                      | 26 143 049                  | 9,4 (Chine)                                                                 |
| 17   | Pommes                             | 31 706 244                                      | 75 484 671                  | 15,2 (Chine)                                                                |
| 18   | Bananes                            | 29 721 954                                      | 107 142 187                 | 8,4 (Inde)                                                                  |
| 19   | manioc                             | 24 924 197                                      | 256 404 044                 | 5,5 (Nigeria)                                                               |
| 20   | Mangues, Mangoustans, Goyaves      | 23 338 979                                      | 38 953 166                  | 9,1 (Inde)                                                                  |
| 21   | Viande de mouton                   | 22 406 097                                      | 8 229 068                   | 5,6 (Chine)                                                                 |
| 22   | Café                               | 22 000 000                                      | 8 034 000                   | 10,0 (est.) (Brésil)                                                        |
| 23   | Huile de palme                     | 20 753 874                                      | 47 703 805                  | 9,3 (Indonésie)                                                             |
| 24   | Oignons, secs                      | 18 121 063                                      | 86 343 822                  | 5,2 (Chine)                                                                 |
| 25   | Haricots, secs et verts            | 17 490 000                                      |                             | 6,2 (Chine)                                                                 |
| 26   | Arachides, non décortiquées        | 17 226 072                                      | 40 016 584                  | 7,0 (Chine)                                                                 |
| 27   | Olives                             | 16 450 780                                      | 20 545 421                  | 6,3 (Espagne)                                                               |
| 28   | Colza                              | 15 260 000                                      |                             | 3,9 (Canada)                                                                |
| 29   | Piments et poivrons, frais et secs | 13 320 000                                      |                             | 7,5 (Chine)                                                                 |
| 30   | Caoutchouc                         | 12 790 000                                      |                             | 3,8 (Thaïlande)                                                             |
| 31   | Thé                                | 12 356 000                                      | 4 520 000                   | 4,1 (Chine)                                                                 |
| 32   | Oranges                            | 12 090 000                                      |                             | 3,8 (Brésil)                                                                |
| 33   | Concombres                         | 11 580 000                                      |                             | 9,1 (Chine)                                                                 |
| 34   | Ignames                            | 11 560 000                                      |                             | 7,6 (Nigeria)                                                               |
| 35   | Pêches, nectarines                 | 10 920 000                                      |                             | 6,3 (Chine)                                                                 |
| 36   | Laitue, Chicorée                   | 10 840 000                                      |                             | 6,3 (Chine)                                                                 |
| 37   | Cacao (Chocolat)                   | 10 200 000                                      | 4 082 000                   | 3,1 (Côte d'Ivoire)                                                         |
| 38   | Viande de chèvre                   | 9 970 000                                       |                             | 4,5 (Chine)                                                                 |
| 39   | Tournesol, graines                 | 9 830 000                                       |                             | 2,5 (Russie)                                                                |
| 40   | Betteraves sucrières               | 9 790 000                                       |                             | 1,6 (France)                                                                |
| 41   | Pastèques                          | 9 770 000                                       |                             | 7,4 (Chine)                                                                 |
| 42   | Viande de buffle                   | 9 410 000                                       |                             | 4,0 (Inde)                                                                  |
| 43   | Asperges                           | 7 440 000                                       |                             | 6,6 (Chine)                                                                 |
| 44   | Viande de dinde                    | 7 060 000                                       |                             | 3,4 (États-Unis)                                                            |
| 45   | Carottes, navets                   | 7 010 000                                       |                             | 3,9 (Chine)                                                                 |
| 46   | Viande de canard                   | 6 760 000                                       |                             | 4,6 (Chine)                                                                 |
| 47   | Noix de coco                       | 6 190 000                                       |                             | 1,9 (Inde)                                                                  |
| 48   | Tangerines                         | 6 100 000                                       |                             | 3,1 (Chine)                                                                 |
| 49   | Amandes                            | 5 559 000                                       |                             | 2,2 (États-Unis)                                                            |
| 50   | Citrons, Limes                     | 5 310 000                                       |                             | 0,9 (Chine)                                                                 |
| 51   | Fraises                            | 5 300 000                                       |                             | 1,8 (États-Unis)                                                            |
| 52   | Noix                               | 5 040 000                                       |                             | 2,6 (Chine)                                                                 |

## Indices de production agricole mondiale

### Statistiques
Parmi ses missions, la FAO doit fournir des statistiques, synthétiser les informations et harmoniser les normes dans les domaines de la nutrition, l’agriculture, les forêts et la pêche, notamment par le biais de ses publications (par exemple : rapports périodiques sur l'agriculture, la pêche et les forêts), et de ses bases de données.
Les statistiques d'indices de production de la FAO sur les cultures et le bétail sont enregistrées pour 278 produits, couvrant les catégories suivantes: 

#### Cultures primaires
Céréales, agrumes, fruits, oléagineux, légumineuses, racines et tubercules, cultures sucrières, fruits secs et légumes. Les données sont exprimées en termes de surface récoltée, de quantité de production et de rendement. 
Les données sur la zone et la production sur les céréales sont liées aux cultures récoltées pour le grain sec uniquement. Les cultures de céréales récoltées pour le foin ou le vert récolté pour la nourriture, l'alimentation ou l'ensilage ou utilisé pour le pâturage sont donc exclues. 

#### Cultures transformées
Bière d'orge; Coton; Margarine; Mélasse; Huile de noix de coco (copra); Huile de coton; Huile d'arachide; Huile de graines de lin; Huile de maïs; Huile d'olive; Huile de palme; Huile de palme; Huile de colza; Huile de carthame; Huile de sésame; Huile de soja; Huile de tournesol; Grains de palmier; ; Vin. 

#### Animaux vivants
Bovidés; Camélidés; Volailles; Caprins; Chevaux; Pigeons, autres oiseaux; Cochons; Lapins ; Rongeurs; Mouton; Dindes. 

#### Élevage primaire
Miel et cire d'abeille; Œufs (différents types); Peaux, bétail, frais; Viande (bétail, poulet, canard, gibier, chèvre, oie , cheval, mule, viande, viande d'autres camélidés, viande d'autres rongeurs, cochon, lapin, mouton, dinde); Lait (buffle, chameau, vache, chèvre, mouton); Cocons à vers de soie; Peaux (chèvre, mouton); Escargots; Laine

#### Production dérivées du bétail
beurre (de lait de mouton, chèvre, buffle, vache); Fromage (de lait de chèvre, buffle, mouton, lait de vache); Fromage de lait de vache écrémé; Crème fraîche; Ghee (lait de vache et buffle); Saindoux; Lait (babeurre sec, vache brisé, écumé, écrémé, séché, séchée, évaporée, condensée entière, séchée entière, évaporée entière); Silk brut; Suif; Lactosérum (condensé et sec); Yaourt

### Évolution historique de la production agricole mondiale 1961-2021
Les statistiques d'indices de production de la FAO couvrent la période 1961-2021. 
Entre 1961 et 2021, la surface mondiale de terres cultivables par personne a été presque divisée par 4 (1,6ha/personne en 1961, 0,6 en 2021, et seulement 0,4 en Europe), alors que l’indice de production agricole mondiale a été multipliée par 3 (28,86 en 1961,  103,16 en 2021) 
L’indice de productivité par unité de surface a donc été multipliée par 10 (18 en 1961, 173 en 2021) 
Ce « miracle » tient essentiellement à deux facteurs: la mécanisation (production, transport), et l’utilisation d'engrais et de pesticides issus de la pétrochimie.